# Creation of Death
Creation of Death – polska grupa wykonująca muzykę z pogranicza thrash metalu i death metalu, istniejąca w latach 1991–1992.

## Historia
Zespół został założony w 1991 w Poznaniu przez gitarzystę Roberta „Litzę” Friedricha (znanego wówczas z zespołów Turbo oraz Acid Drinkers), do którego dołączył perkusista Tomasz Goehs (wówczas również występujący w grupie Turbo). Następnie resztę składu dopełnili muzycy grający dawniej w Turbo. W 1991 roku nakładem brytyjskiego wydawnictwa Under One Flag ukazał się debiutancki album grupy zatytułowany Purify Your Soul, który okazał się debiutem i jednocześnie ostatnią płytą formacji. Grupa zagrała zaledwie siedem koncertów i następnie przestała istnieć. Ideę powstania grupy wyjaśnił w 1995 Robert Friedrich: „W Creation of Death starałem się przedstawić alterantywę dla panoszącego się wtedy niemiłosiernie satanizmu. graliśmy prawie death metal, nosiliśmy skóry, długie włosy, ja ryczałem przeraźliwie, ale śpiewaliśmy o Bogu. To był dobry zespół.”.
Istniały plany nagrania drugiej płyty, jednak nie zostały zrealizowane. Według wypowiedzi Litzy z 1994, zespół wówczas pozostawał w stanie zawieszenia. W wywiadzie z 1995 roku Friedrich zwrócił uwagę na antagonistyczne przyjęcie grupy przez widzów podczas koncertów: „Niestety nie wytrzymaliśmy. Tyle flegmy ile musiałem z siebie ścierać po niektórych koncertach, tyle gwizdów i bluzg ile w nas leciało...”. W wywiadzie udzielonym w 1999 roku dodał: „Rozchorował się Tomek Goehs, a ja nie chciałem nagrywać nowej płyty bez niego. Pewną kontynuacją tamtej grupy jest 2Tm2,3 o tyle doskonalszą, że teksty nie są 'skrzywione' moją interpretacją. W Creation of Death był pęd, żeby śpiewać o Panu Bogu, ale interpretowałem wszystko niezbyt dokładnie, zamiast śpiewać psalmy”. Muzyk zapytany o porażkę wynikającą z faktu krótkiej historii zespołu ujawnił przy tym fakt istnienia pierwotnie innej nazwy grupy: „Oczywiście (że ponieśliśmy porażkę), ale było to moje zwycięstwo. Bóg pokazał mi po raz pierwszy, że jest prawdą to, co Ewangelia mówi - że w imię pewnych ideałów będą prześladowania. Zespół nazywał się Jeruzalem, ale firma w Londynie nie zaakceptowała nazwy. Kiedy dostałem swoją płytę do ręki okazało się, że nazywamy się Creation of Death”.

## Charakterystyka tekstów
Teksty utworów z płyty dotykają bezpośrednio oraz w sposób bezpardonowy spraw wiary, religii, zasad katechizmowych oraz Pisma Świętego. Jak wspomina Robert Friedrich: „Creation of Death było bardzo zaangażowane. Były to teksty chrześcijańskie od początku do końca, choćby „Psalm 69”, w którym wołam o pomoc od Boga, żeby mnie wyciągnął z tego bagna i błota. Teksty, które pisałem jeszcze w Turbo, też miały odniesienie do Pisma Św., chociaż sam jeszcze nie umiałem wprowadzać ich w życie”. Propagowanie chrześcijaństwa w muzyce alternatywnej (a tym bardziej w gatunku heavy metalu) stanowiło ewenement, w przeciwieństwie do przesłania wielu zespołów metalowych na przełomie lat 80. i 90. Liryki na płycie Purify Your Soul opisywały dwie postawy wobec Boga: z jednej strony negatywną - odwrócenie od niego, niewdzięczność, zatracenie wiary, z drugiej strony wyrażona została bogobojność, konieczność zawierzenia Jezusowi, wiara w jego miłosierdzie, nadzieja na zbawienie. W jednym z utworów („Quartering Alive”) poruszony został temat dokonywania aborcji, na temat której autor tekstów Robert Friedrich wyrażał generalnie swoje negatywne zdanie. Na płycie znalazł się również „Psalm 69” z Księgi Psalmów, w wersji skomponowanej przez grupę.

## Skład
- Robert „Litza” Friedrich – gitara, wokal
- Arkadiusz „Długi” Wielgosik – gitara
- Tomasz „Lemmy Demolator” Olszewski – gitara basowa
- Tomasz „Tommy G.” Goehs – perkusja

## Dyskografia
- Purify Your Soul (1991)